# Parasemia atrescens
Parasemia atrescens là một loài bướm đêm thuộc phân họ Arctiinae, họ Erebidae.